# Raffaele Albertolli
Raffaele Albertolli né à Bedano le 21 septembre 1770 et mort à Milan le 7 janvier 1812 est un stucateur, graveur et peintre italien.

## Biographie
Raffaele Albertolli est né à Bedano, une commune suisse du canton du Tessin. Il est le fils de Giocondo Albertolli dont il a été l'assistant après avoir étudié à l'Accademia de Brera. Il a collaboré avec Giuseppe Maggiolini pour des meubles.
Il est également le cousin de Ferdinando Albertolli.
Il a réalisé des dessins d'architecture et a peint des portraits, des paysages (vedute) comme celui de la Villa Reale de Monza.
Il a aussi réalisé des gravures à partir de dessins de son père et de l'architecte Luigi Cagnola, et a introduit la technique de l'aquatinte à Milan.
Raffaele Albertolli a été élu à l'Académie des beaux-arts de Brera en 1803 et est considéré comme un des meilleurs représentants du néoclassicisme italien.

## Œuvres
- Jardin et Villa Reale de Monza, 1803, tempera sur papier, collection De Giacomi[2].